# Olivier van Noort

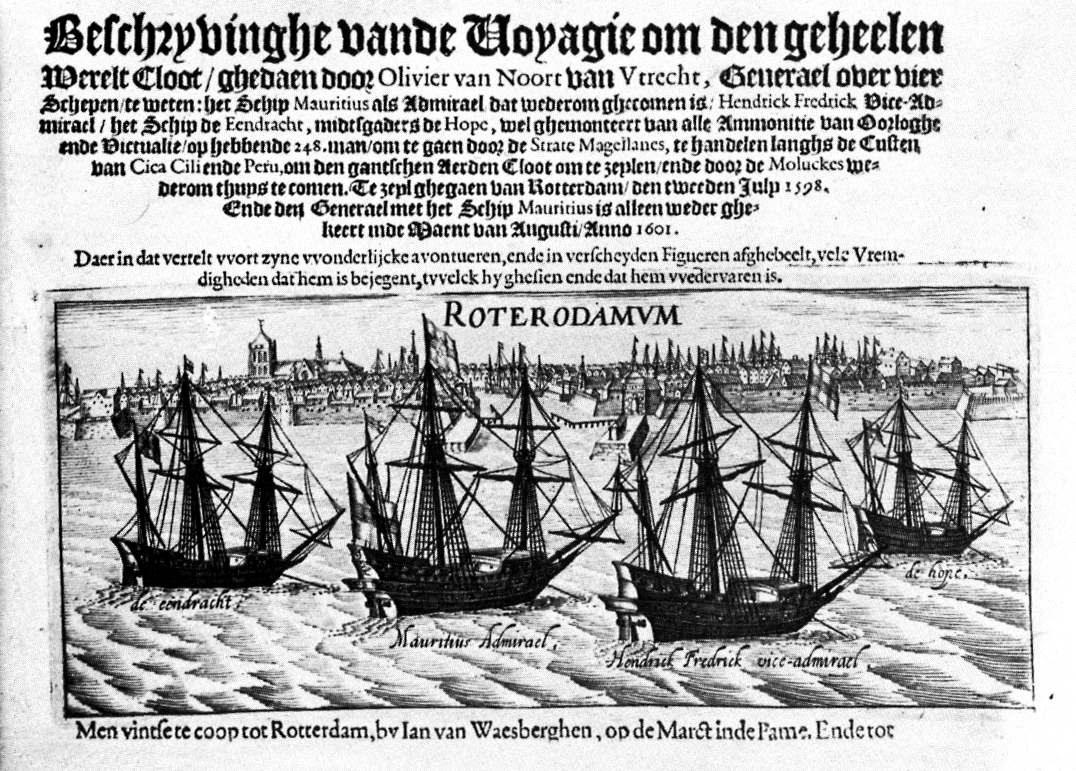
Folha de rosto da "Beschrijving van de moeyelyke reis rondom de werldaar de globe, door Olivier van Noort, waarin zyne vreem de lotgevallen in voorkomen" (Amesterdã, 1612).

Olivier van Noort (Utrecht, 1558 ou 1568 — 22 de Fevereiro de 1627) foi um navegador dos Países Baixos. Foi o primeiro neerlandês a circum-navegar a Terra.
No contexto das lutas de emancipação dos Países Baixos, alguns comerciantes do país armaram uma expedição aos mares do Sul, através do Estreito de Magalhães, visando atacar as possessões espanholas no Oceano Pacífico e comerciar com a China e as ilhas produtoras de especiarias. Composta por quatro navios (o Mauritius, de 275 toneladas, o Hendrik Frederick, de 375 toneladas, e dois iates, de cerca de 50 toneladas cada, o Eendracht e o Hoop) e 248 homens, o seu comando foi entregue a Van Noort. Os críticos da expedição observam que essas embarcações estavam pobremente equipadas, especialmente quanto ao armamento, e que essa tripulação era desorganizada. 
A frota partiu de Roterdam a 13 de Setembro de 1598, e após escala em Plymouth, na costa da Inglaterra, e na Ilha do Príncipe, na costa da África, onde perdeu alguns homens em combate com os portugueses, assomou à barra da baía de Guanabara, na Capitania do Rio de Janeiro, sendo novamente repelido pelos portugueses. Dirigiu-se à Ilha de Santa Clara, no litoral da América do Sul, para fazer invernada, tendo reiniciado a navegação em 2 de Junho de 1599. No dia 29 desse mês descobriu uma ilha perto do litoral da Patagônia, onde ancorou para refazer provisões. No dia 23 de novembro ele alcançou o Estreito de Magalhães, e ancorando no litoral norte, foi atacado pelos indígenas, tendo sofrido severas perdas. Logo depois ele ancorou entre as ilhas Pinguim, tendo descoberto sucessivamente as baías de Olivier, Maurício e Henrique, embora não tenha conseguido explorar esta última por causa do gelo.
No dia 6 de fevereiro ele partiu do Estreito de Magalhães e, no Oceano Pacífico, navegado ao longo da costa do Chile e do Peru, capturou, saqueou e queimou diversas embarcações, inclusive espanholas. O Vice-rei do Peru, Luis de Velasco, enviou uma frota para capturá-lo, mas Van Noort navegou para o grupo das Ilhas Ladrone (atuais Ilhas Marianas), que alcançou em Setembro de 1600, de onde seguiu para a Ilha de Guam e as Filipinas, que atingiu em 16 de Outubro. Tendo perdido duas embarcações até este ponto, perdeu a terceira em batalha com os espanhóis perto da baía de Manila, nas Filipinas, tendo os espanhóis perdido a sua principal embarcação na área, o galeão mercante San Diego, de trezentas toneladas, cujos destroços foram encontrados em 1995 com um tesouro de porcelana e moedas de ouro. Após ter saqueado as Filipinas, visitou Java e Bornéu (Índias Orientais Holandesas) e, contornando o Cabo da Boa Esperança, retornou a Roterdã, a 26 de agosto de 1601, com a sua última embarcação, tripulada por apenas 45 sobreviventes.
A narrativa da sua viagem foi publicada com o título "Beschrijving van de moeyelyke reis rondom de werldaar de globe, door Olivier van Noort, waarin zyne vreem de lotgevallen in voorkomen" (Amesterdã, 1612).